# Batu Sawar (Rakit Kulim)
Batu Sawar is een bestuurslaag in het regentschap Indragiri Hulu van de provincie Riau, Indonesië. Batu Sawar telt 359 inwoners (volkstelling 2010).